# Jacobus de Voragine

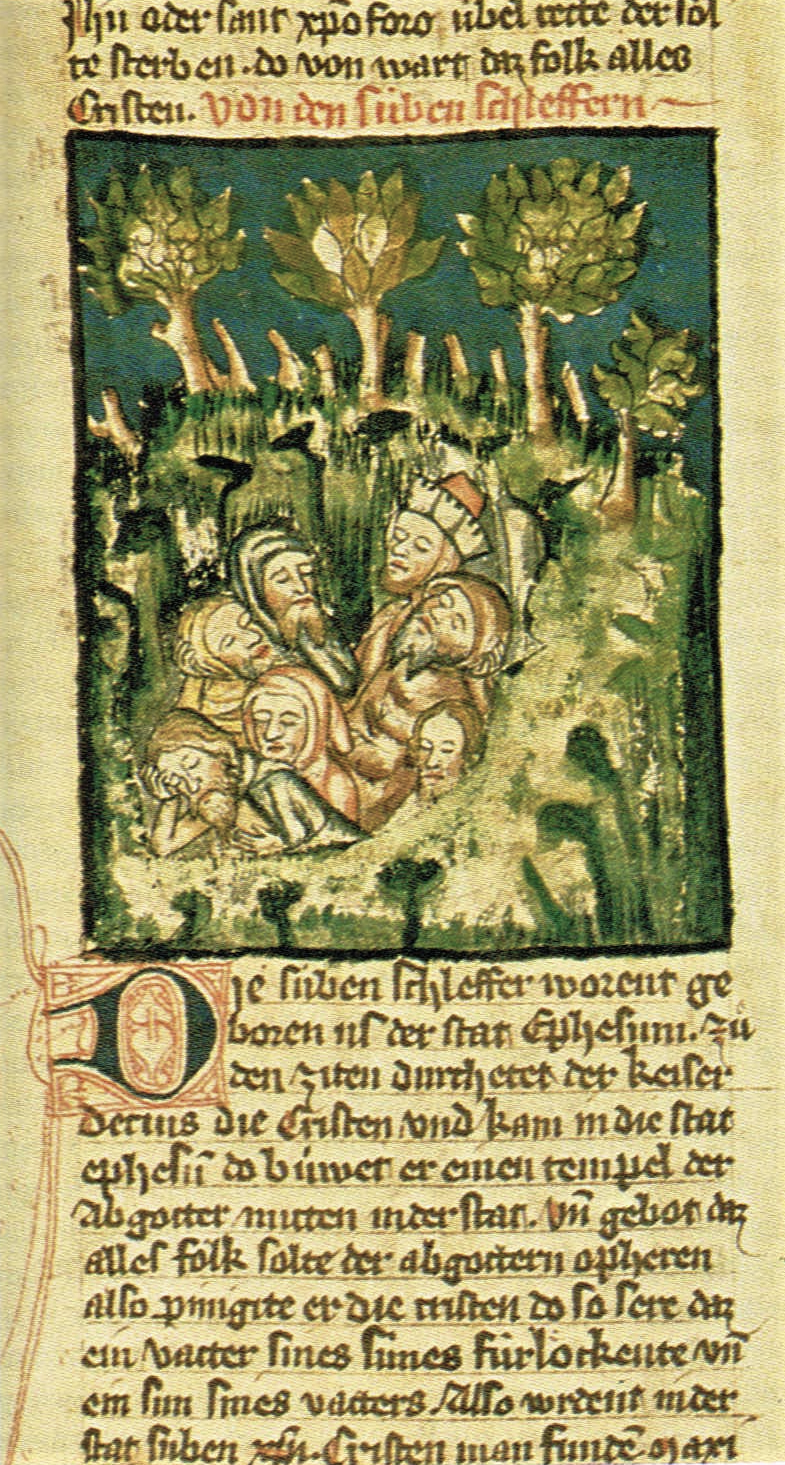
Buchillustration aus der Legenda aurea des Jacobus de Voragine, Handschrift von 1362.

Jacobus de Voragine (* 1228 oder 1229 in Varazze südwestlich von Genua/Ligurien oder in Genua; † 13. Juli oder 14. Juli 1298 in Genua; alternative Namensformen: Jacobus a Voragine, Jacobus de Varagine (= historisch richtige Form), Jacobus da Voragine, Iacopo da Varazze, Jakob von Varago) war Erzbischof von Genua und kirchenlateinischer Schriftsteller.
Er verfasste eine Sammlung von Heiligenlegenden, später Legenda aurea genannt, die in viele Sprachen übersetzt wurde und, ergänzt um erbauliches kirchliches Schrifttum und im Volkstum bekannte Legendenerzählungen, im Spätmittelalter große Verbreitung fand. Sie erlangte große Bedeutung sowohl für die Literatur als auch für die Bildende Kunst der späteren Jahrhunderte. Maler und Bildhauer bedienten sich thematisch und in Bezug auf die Heiligenattribute aus ihr.

## Leben
Jacobus trat 1244 in den Dominikanerorden ein. Dies berichtet Jacobus selbst in einer kurzen autobiographischen Anmerkung in seiner Chronik der Stadt Genua (1298). Weitere Anmerkungen betreffen eine Sonnenfinsternis im Jahre 1239 (als er noch ein Kind war, wie er schreibt) und eine Kometensichtung 1264.
Nach einigen alten Biographien soll er in Bologna und Paris studiert haben und schließlich Lector im Dominikanerorden und Magister theologiae (Theologieprofessor) geworden sein. Dies ist ebenso wenig bezeugt wie sein Amt als Subprior (um 1258) oder Prior in Genua und in Asti, doch muss er innerhalb des Ordens bereits eine bedeutende Stellung innegehabt haben, als er 1267 zum Provinzialprior der Lombardei erhoben wurde, einer Provinz, die zu der Zeit ganz Norditalien umfasste. Er führte das Amt des Provinzials von 1267 bis 1277 und von 1281 bis 1286 aus. Dabei übernahm er zusätzlich von 1283 (Tod des Ordensgenerals Giovanni da Vercelli) bis 1285 (Wahl des neuen Generals Munio von Zamora) die Funktion des Ordensleiters. 1274 hatte er am Konzil zu Lyon teilgenommen.
Seine Verbundenheit mit seiner Heimatstadt zeigte Jacobus, indem er für den Konvent der Dominikanerschwestern dei Santi Giacomo e Filippo in Genua zwei wertvolle Reliquien sicherte: zum einen den Finger des Apostels Philippus, den er selbst in Venedig von einer dort aufbewahrten Hand abtrennte; zum anderen den Kopf einer der Jungfrauen der heiligen Ursula, den er 1283 von Köln nach Genua überführen ließ.
1288 nahm Jacobus an der Wahl zum Erzbischof von Genua teil. Da aber keiner der Kandidaten die Mehrheit der Stimmen erreichen konnte, wurde die Ernennung aufgeschoben. Im selben Jahr wurde er während des Generalkapitels von Lucca als Diffinitor eingesetzt. Auf dem Ordenskapitel von Ferrara 1290 unterstützte er noch Munio von Zamora, dessen Absetzung von Vertretern der römischen Kurie verlangt und schließlich 1291 durchgesetzt wurde. 1292 wurde Jacobus dann von Papst Nikolaus IV. zum Erzbischof ernannt.
Anfang 1295 setzte er sich für die Schlichtung der Streitigkeiten zwischen den Ghibellinen und Guelfen in Genua ein und erreichte einen Friedensschluss. Im April desselben Jahres reiste er in diplomatischer Mission nach Rom zu Papst Bonifatius VIII., der eine Verlängerung des Waffenstillstandes zwischen Genua und Venedig erreichen wollte. Diese Mission zog sich über 100 Tage hin, ohne zu einem Abschluss zu gelangen, was die Geduld Jacobus’ auf eine Probe stellte. In Genua hielt indes der Friedensschluss zwischen den Guelfen und Ghibellinen nur bis zum Ende des Jahres, als wieder Kämpfe losbrachen, während derer die Kathedrale San Lorenzo angezündet wurde.
Jacobus starb 1298; sein Leichnam wurde zuerst in der Kirche San Domenico des Ordenskonvents in Genua bestattet. Im 18. Jahrhundert wurde sie in die Dominikanerkirche Santa Maria di Castello übergeführt. Reliquien befinden sich auch in einer Urne in der Kirche San Domenico in Varazze.

## Werk
- Legenda aurea.

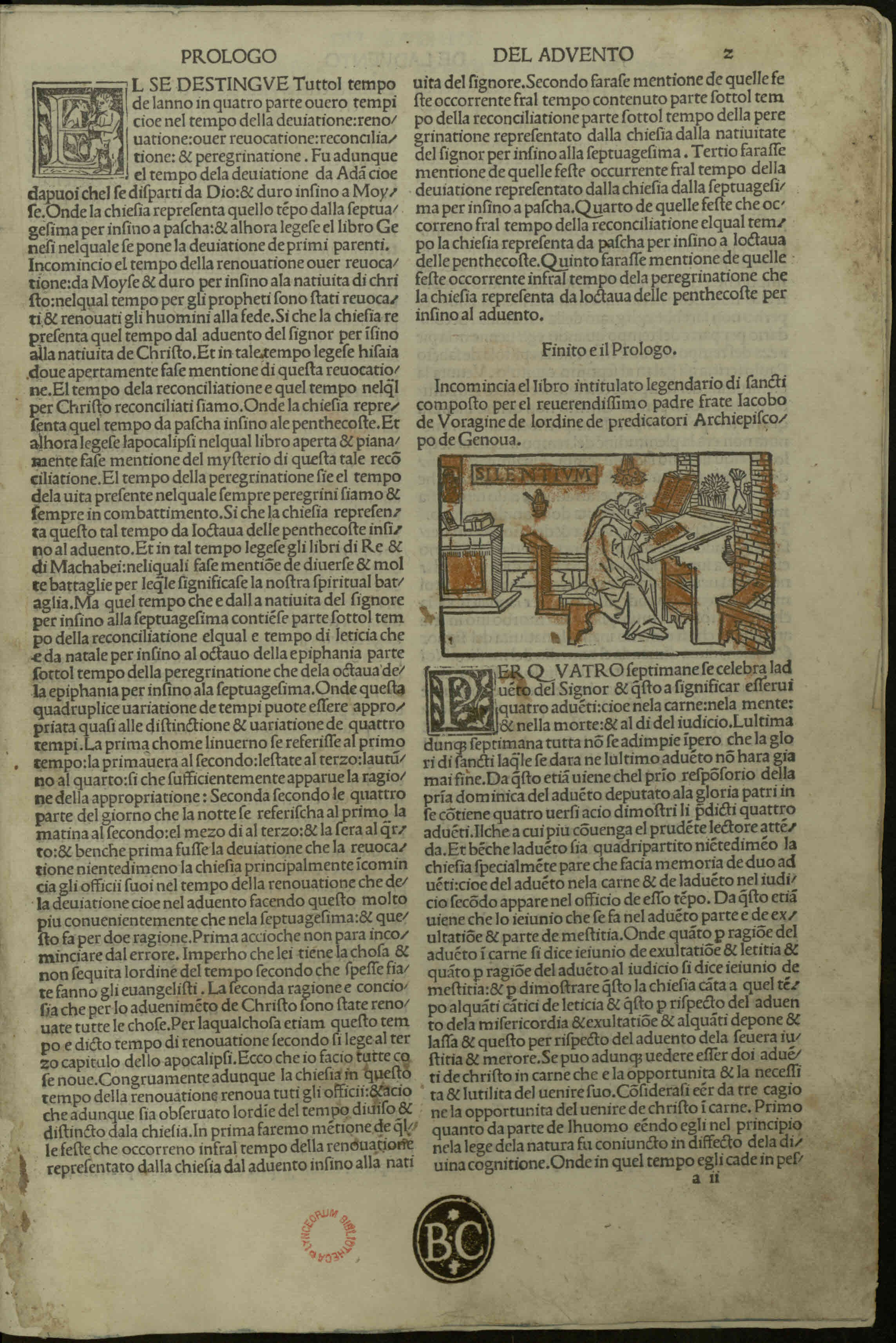
Legenda aurea

Ab 1263 arbeitete Jacobus an dem später Legenda aurea (Goldene Legende) genannten lateinischen Werk, einer ursprünglich 170 Texte umfassenden Legendensammlung über die Heiligen, die nach dem Jahreskreis geordnet war.
Eine Besonderheit des Textes ist das simple Latein, das ihm den typischen Legendencharakter verleiht. Das Werk kann als Vorbild für spätere Legenden mit ihrem einfachen Erzählstil gelten und avancierte daher zum „Volksbuch“, das den Gläubigen der damaligen Zeit ebenso zur religiösen Erbauung wie als Hilfe zur Meditation diente und immer auch Aufruf zur imitatio Christi, also der Nachfolge in Christus war.
Die Legenda aurea erlebte im Spätmittelalter eine immense Verbreitung und wurde in viele Volkssprachen übersetzt. Es sind über 1000 Handschriften erhalten. Eine besonders erwähnenswerte Abschrift stammt von 1362 und wurde in Straßburg hergestellt, sie wird als „Elsässische Legenda aurea“ in der Bayerischen Staatsbibliothek in München (Signatur: cgm 6) aufbewahrt.
Die lateinische Gesamtausgabe, die Johann Georg Theodor Grässe 1846 herausgab, wurde 1998 durch die von Giovanni Paolo Maggioni abgelöst.
- Legenda sanctorum, ein einbändiges und wohl Jacobus’ erstes Werk.
- Die Chronik der Stadt Genua bis zum Jahre 1297 (Chronica Januensis) von Jacobus de Voragine ist eine wertvolle Quelle für die Geschichtsschreibung.
- Der Liber Marialis, auch als Mariale (aureum) tradiert, ist eine von vier überlieferten Predigtreihen, die mit 161 alphabetisch geordneten Marienpredigten die Eigenschaften der heiligen Maria darstellt.
- Drei Predigtsammlungen und einige weitere kleinere Arbeiten.

## Gedenktag
Er wurde 1816 von Pius VII. als „Friedensstifter“ seliggesprochen.
Sein Gedenktag ist der 13. Juli.

## Werke
- Legende Sanctorum (Legenda aurea, Historia Lombardica)
- Sermones de omnibus sanctis
- Sermones de omnibus Evangeliis dominicalibus
- Sermones de omnibus Evangeliis que in singulis feriis in Quadragesima leguntur
- Liber Marialis
- Chronica civitatis Ianuensis ab origine urbis usque ad annum MCCXCVII (Chronik der Stadt Genua vom Anfang bis zum Jahr 1297)
- Legenda seu vita sancti Syri episcopi Ianuensis
- Historia translationis reliquiarum Sancti Iohannis Baptistae Ianuam
- Historia reliquiarum que sunt in monasterio sororum SS. Philippi et Iacobi de Ianua
- Tractatus miraculorum reliquiarum Sancti Florentii. und Historia translationis reliquiarum eiusdem
- Passio Sancti Cassiani
- Tractatus de libris a Beato Augustino editis (unsichere Urheberschaft)
- Legenda aurea – MS-C-6 Digitalisat
- Legenda aurea – MS-C-7 Digitalisat
- Legenda aurea (rhfrk.) – MS-C-120 Digitalisat

## Ausgaben
- Jacobi a Voragine Legenda Aurea, hrsg. von Johann Georg Theodor Grässe. Dresden und Leipzig 1846, 2. Aufl. Leipzig 1850, 3. Aufl. Breslau 1890. (Digitalisate: 1. Aufl. MDZ, 2. Aufl. archive.org, 3. Aufl. archive.org)
- Iacopo da Varazze: Legenda aurea. edizione critica a cura di Giovanni Paolo Maggioni. Florenz 1998.
- Iacopo da Varagine: Cronaca della città di Genova dalle origini al 1297. Testo latino in appendice, trad. e note critiche di Stefania Bertini Guidetti. Genua 1995.
- Iacopo da Varazze: Sermones qvadragesimales. Edizione critica a cura di Giovanni Paolo Maggioni. Sismel, Florenz 2005.
- Jacques de Voragine, La légende dorée, bearb. von Teodor de Wyzewa/Jean-Pierre Lapierre. Paris (2014).

Deutsch
- Der heiligen leben neüw getruckt. Straßburg (Johann Knobloch) 1517.
- Legenda aurea. Richard Benz (Übers.). 2 Bände., Diederichs, Jena 1917–1921.
- Legenda aurea. Jacobus de Voragine. Auswahl von Heiligenlegenden. Hrsg. von Jacques Laager, mit 16 farbigen Miniaturen. 2. Auflage. Manesse Verlag, Zürich 1986.
- Die Legenda aurea. Richard Benz (Übers.). 15. Auflage, Gütersloh 2007, ISBN 3-579-02560-0 (deutsche Gesamtausgabe).
- Legenda aurea. Hrsg., neu übers. und mit einem ausführlichen Anh. vers. von Matthias Hackemann. Köln 2008, ISBN 978-3-86647-284-6 (Auswahl).
- Legenda aurea. Lat./Dt. Rainer Nickel (Übers.). Reclam, Stuttgart 2011, ISBN 978-3-15-008464-9 (Auswahl von 24 Legenden).
- Jacobus de Voragine: Legenda Aurea – Goldene Legende. Lat.-Dt., übers. von Bruno W. Häuptli. Herder Verlag, Freiburg im Breisgau 2014, ISBN 978-3-451-31222-9.